# Estação Ferroviária Argemiro de Souza
A Estação Ferroviária Argemiro de Souza foi uma estação ferroviária localizada no município de Patos, Paraíba.
A referida estação integrava o ramal de Campina Grande, que inicialmente partia desde Itabaiana até a cidade de Campina Grande e depois de concluída a ligação entre Sousa-Pombal, Pombal-Patos e Patos-Campina, ligou-se com o Ceará.

## Histórico
Após alcançar Sousa, vindo da Estrada de Ferro Baturité (no Ceará), o ramal da Paraíba teve a Estação de Pombal como estação de ponta do seu primeiro prolongamento, tendo sido ela inaugurada no ano de 1932.
Posteriormente, o ramal da Paraíba teve outros prolongamentos, chegando a Patos e depois alcançando Campina Grande, onde se encontrou com os trilhos do Ramal de Campina Grande, sendo então incorporado pela Rede Ferroviária do Nordeste, completando a ligação férrea entre o Ceará e a Paraíba ou Pernambuco.
O trecho entre Campina Grande e Patos foi aberto em 1958, junto com ele, a Estação Argemiro de Souza, construída pela Rede Ferroviária do Nordeste (RFN), vindo a ser desativada em 1997, posteriormente abandonada, ainda que os trens permanecessem por mais alguns anos trafegando pelo ramal.

## Localização
Construída na zona rural de Patos, próximo ao distrito de Santa Gertrudes, a estação situava-se à altura do quilômetro 405 do Ramal de Campina Grande (de bitola métrica). Tinha como estações próximas a de Malta, em Malta e a de Patos, na sede do município.